# Эвокация (Древний Рим)
Эвока́ция (от лат. evocatio — «вызывание») — в Древнем Риме религиозный обряд, посредством которого во время войны призывали богов-покровителей неприятельского города на свою сторону. Римляне верили, что этим они лишают врага поддержки божественных сил, обеспечивая её себе.

## Содержание и значение обряда
После обращения к божеству, сопровождавшегося обещанием построить ему храм, римляне приносили в жертву барана или овцу и по их внутренностям пытались определить, принята ли молитва. Если знамения были благоприятны, они переходили к боевым действиям, и их успех доказывал, что чужие боги вняли эвокации, то есть согласились влиться в римский пантеон. Согласно Веррию Флакку, которого цитирует Плиний Старший, эвокация при осаде городов римской армией была распространённой практикой.
Опасаясь, что враги могут поступить так же по отношению к ним, римляне хранили в строгой тайне настоящее имя божества-хранителя своего города, скрывая даже его пол. Кроме того, из сообщений античных авторов (Плиния Старшего, Плутарха, Сервия, Макробия) можно сделать вывод о том, что у Рима было другое, «подлинное» название, и оно не совпадало с именем божества-хранителя. Часто это божество отождествляли с теми или иным богами (Юпитером, Луной, Ангероной, Опс Консивией), но «латинское имя самого города» оставалось неизвестным даже самым учёным людям.
Плиний Старший предполагал, что необходимость соблюдать эту тайну символизировала Ангерона — древнее божество, значение которого не помнили уже современники Плиния и которое изображалось с перевязанным и запечатанным ртом и приложенным к губам пальцем. Квинт Валерий Соран (около 140—82 до н. э.) — учёный-энциклопедист и народный трибун, рискнувший разгласить тайное название города, — был казнён (по Сервию — распят).

## Известные случаи

### Осада Вей (396 год до н. э.)

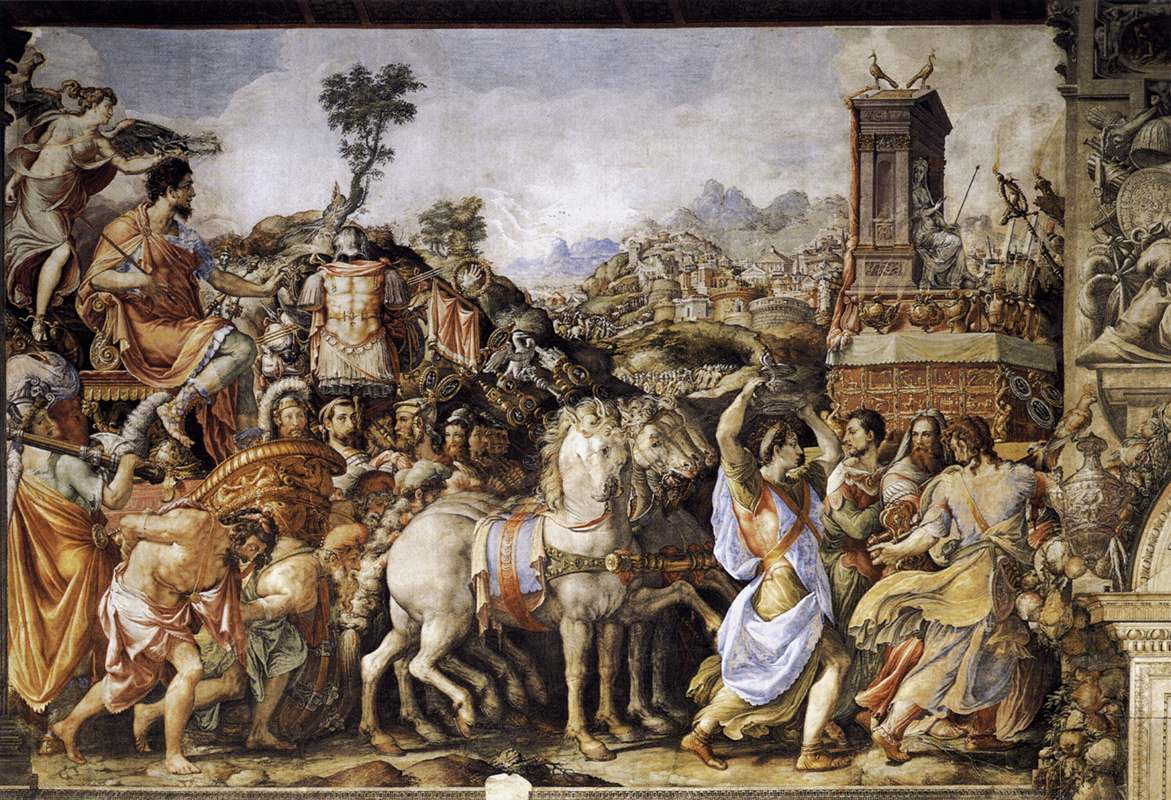
Франческо Сальвиати. Триумф Камилла (1543—1545). Палаццо Веккьо, Флоренция. На заднем плане статуя Юноны, узнаваемой по атрибуту — павлину

В V веке до н. э. Римская республика трижды воевала c этрусским городом Вейями. Третья война, которая свелась главным образом к осаде самих Вей, согласно Титу Ливию, продолжалась 10 лет и была очень тяжела для римлян. В 396 году до н. э. они были вынуждены назначить диктатора, которым стал Марк Фурий Камилл. Камилл смог повысить боевой дух войска, разгромить союзников врага и в короткие сроки добиться победы: Вейи пали. Незадолго перед решающим штурмом полководец, уделявший большое внимание проявлениям благочестия, обратился к почитавшейся во вражеском городе Юноне (по-видимому, этрусской Уни). Ливий приписывает ему такие слова:

Молю и тебя, царица Юнона, что ныне обихаживаешь Вейи: последуй за нами, победителями, в наш город, который станет скоро и твоим. Там тебя примет храм, достойный твоего величия.

А согласно Плутарху, Камилл, уже после победы задумав перевезти в Рим статую Юноны, «принёс жертву и молил богиню не отвергнуть ревностной преданности победителей, стать доброю соседкой богов, которые и прежде хранили Рим». Римские авторы передают легенду о том, что когда один из воинов в шутку спросил у статуи, хочет ли она отправиться в Рим, все присутствующие ясно услышали, как она ответила согласием или увидели, как она кивнула. Храм Юноны по обету Камилла был выстроен на Авентине в 392 году до н. э.

### Осада Карфагена (около 146 года до н. э.)
Эвокация Сципиона Эмилиана перед взятием Карфагена сохранилась в «Сатурналиях» Макробия:

Если есть бог или богиня, которые покровительствуют жителям и республике Карфагена, и ты, великий бог, взявший на себя защиту этого города и его народа, прошу, заклинаю и молю вас покинуть их, оставить их жилища, храмы, священные места и удалиться от них, вдохнуть в этот город и в народ его страх и ужас, обречь их на забвение, а после того как вы покинете их, прийти в Рим, ко мне и к моим близким, и убедиться в том, насколько приманчивее наши жилища, наши храмы, наши святыни и наш город, дабы мы поверили, что отныне вы нас принимаете под свою защиту — меня, моих солдат и народ Рима. Коли поступите вы так, я даю обет построить вам храм и учредить игры в вашу честь.

Возможно, речь идёт об обращении к Юноне, с которой римляне отождествляли карфагенскую Танит. Интерпретация действий Камилла при осаде Вей и Сципиона Эмилиана при осаде Карфагена как эвокации оспаривается.

### Осада Александрии (30 год до н. э.)
Плутарх, рассказывая о последних днях гражданской войны между Антонием и Октавианом, приводит легенду о том, что жители осаждённой Александрии ночью слышали звуки, напоминающие шествие Диониса и его спутников, — как будто бог, с которым любил себя ассоциировать Антоний, покинул его. Высказывается гипотеза о том, что в этой легенде нашла отголосок эвокация, проведённая Октавианом. Учитывая, что Октавиан тщательно исполнил перед началом войны все древние ритуалы, связанные с её объявлением, логично предположить, что, с его точки зрения, эвокация как освящённый веками обряд позволяла поставить осаду Александрии в один ряд с такими славными деяниями предков, как завоевание Вей и победа над Карфагеном. Эвокация должна была окончательно дискредитировать религиозную политику Антония, показав, что его покинул даже бог, «которому он в течение всей жизни подражал и старался уподобиться с особым рвением». Однако, «покинув» Антония, Дионис не стал «своим» божеством для победителя, поскольку поклонение ему было слишком тесно связано с идеалами эллинистической монархии, от которой сохраняли дистанцию Август и большинство его преемников на протяжении двух столетий. Характерно, что Дионис отсутствует среди богов, с которыми позже отождествляли себя римские императоры.

### Другие случаи
Известна датируемая примерно 75 годом до н. э. надпись из античного города Старая Исавра (др.-греч. Ίσαυρα Παλαιά, лат. Isaura Vetus, современный Зенгибар Калеси, Турция), в которой покоритель Исаврии Публий Сервилий Ватия Исаврик сообщает о своей победе и о том, что он выполнил обет не названному по имени «богу или богине», покровителю города. Согласно предположению Мэри Бирд и её соавторов, речь в данном случае может идти об эвокации. Также высказывается мнение о том, что культ Вертумна (изначально этрусского Вольтумны) мог появиться в Риме в 264 году до н. э. в результате эвокации при разгроме Вольсиний консулом Марком Фульвием Флакком (намёк на это содержится в одной из элегий Проперция), а культ Минервы мог быть привнесён таким же путём из Фалерий.